# Ladarion Lockett
Ladarion Artez Lockett (ur. 9 stycznia 2006) – amerykański zapaśnik walczący w stylu wolnym. 
Złoty medalista mistrzostw panamerykańskich w 2025. Mistrz świata kadetów w 2023. Wicemistrz świata juniorów w 2024 roku. 
Zawodnik Stillwater High School i Oklahoma State University.